# 大威德明王

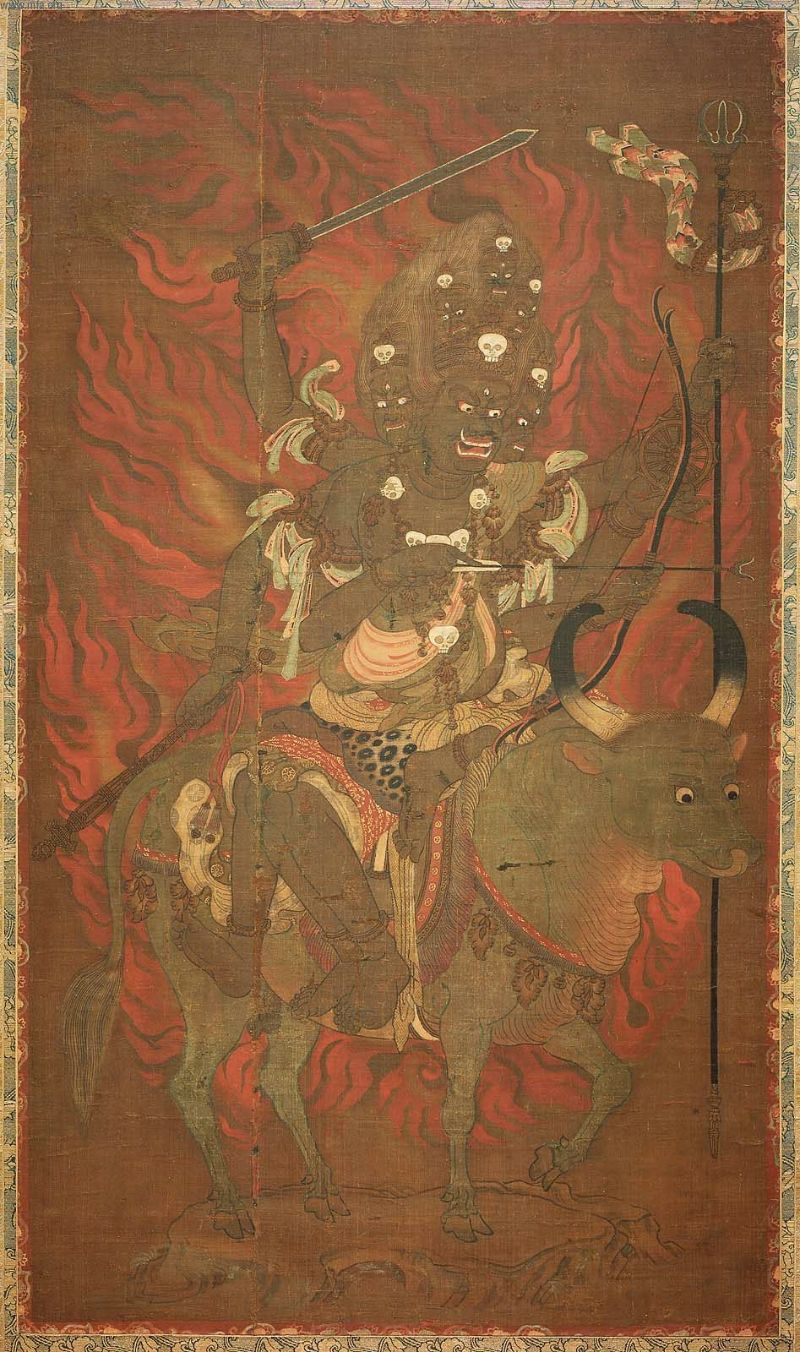
東密大威德明王像（13世紀，波士顿美術館藏）

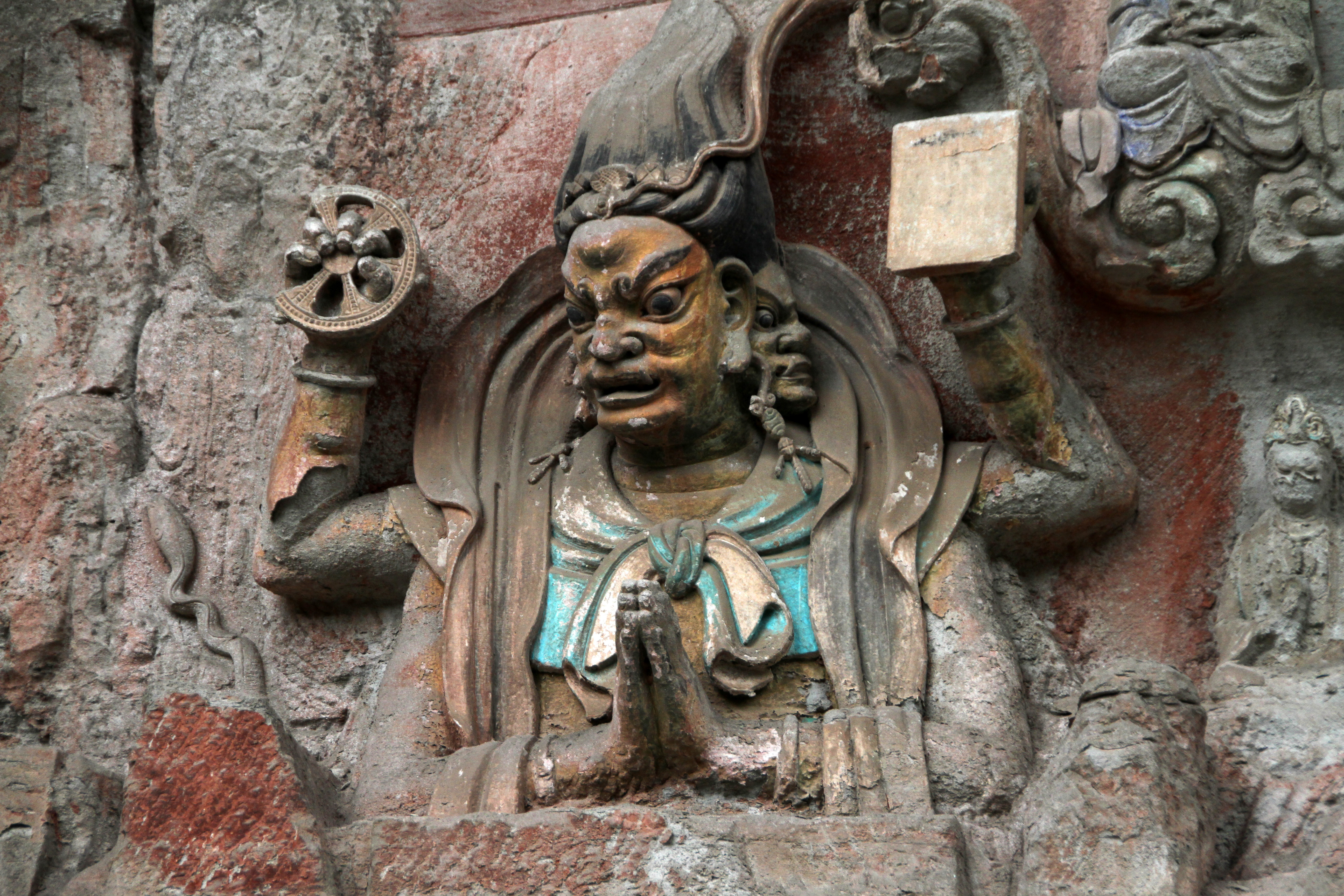
宋代大威德明王像, 大足石刻, 四川, 中国

大威德明王（拉丁轉寫Yamāntaka，藏语：རྡོ་རྗེ་འཇིགས་བྱེད།  亦稱閻曼德迦（Yamantaka）、 怖畏金剛（Vajrabhairava）、大威德金剛，亦可直稱閻魔敵。汉传佛教、東密、台密认为是阿弥陀佛的化身，藏密三大本尊之一，認為祂是文殊菩薩之化身。文殊菩薩是宗喀巴的本尊和寧瑪八飲血中佛身部的本尊，因此閻魔敵在格魯派和寧瑪派中，受到極大的尊崇。

## 字源
在梵文中，閻魔敵的名稱是由閻摩（Yama），主管死亡的神明閻魔，及antaka，意為終結者，兩個字組成。因此它的意思是「終結亡神、勝伏死主」。
他另一個名號為梵語：（Shri Bhagavan Yamantaka），意為「吉祥世尊、死亡的征服者」。其中，師利是神聖、吉祥之意，Bhagavan是世尊之意。
《文殊真實名經》一頌：怖畏金剛施（大）怖畏，因此又稱怖畏金剛（Vajrabhairava），或吉祥大金剛怖畏尊（Shri Vajramahābhairava）。因其能降服惡魔，故稱大威，又有護善之功，故又稱大德。
念大威德明王的咒有延壽的效果，因此位明王乃阿彌陀佛化身，阿彌陀佛即無量壽佛又稱無量光佛，眾功德聚於一身的大威德明王深具延壽力。

## 形象

### 面相
九面代表佛陀的九類教法。發上指向佛地之意思。

### 身形
大威德明王的一個特點，除了一些極密的不共法相外，是他一定以水牛為坐騎或是以牛頭示現，這是源於閻魔敵鎮伏閻魔水牛的神話。大威德明王的造像有六面、六臂、六足之形像，因此，又有“六足尊”之稱。
也有三面六臂的閻魔敵和一面二臂的紅閻魔敵與俱生怖畏金剛。
怖畏金剛是九面三十四臂十六足的形像，同時臉部成為牛面。面相九面代表佛陀的九類教法。發上指向佛地之意思。

## 東密五大明王
不动明王，中央镇守明王，毗盧遮那佛化身；降三世明王，东方镇守明王，阿閦如來化身；军荼利明王，南方镇守明王，寶生如來化身；大威德明王，西方鎮守明王，阿彌陀佛化身；金刚夜叉明王，北方镇守明王，不空成就佛化身。

## 藏傳佛教

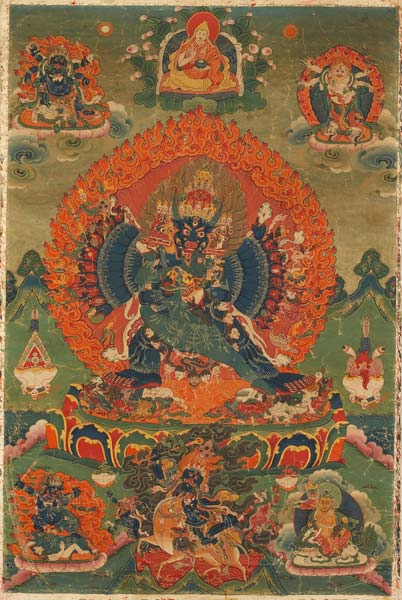
藏傳大威德金剛唐卡形象

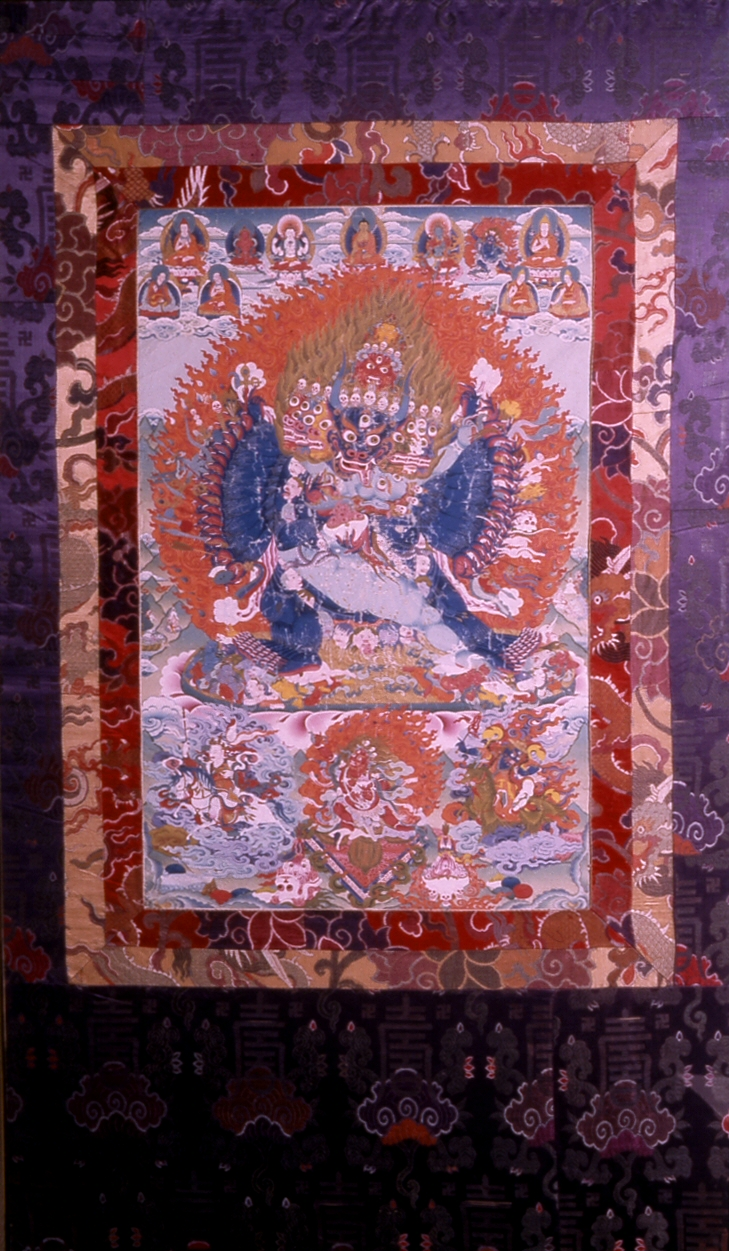
“鉴定与随从”，18世纪由一位不知名的藏族艺术家，的神Vajrabhairava。

在新加坡嘎档巴佛教总会的具德金刚令怖独勇佛像

藏密認為其是文殊菩薩的忿怒相，屬教令輪身，是事業的根本。於無上瑜伽部、格魯派中，與勝樂金剛、密集金剛同為主要的本尊。寧瑪派則認為是一切佛身的總集幻化，寧瑪所依的紅黑閻魔敵為忿怒羅剎面的閻魔敵與牛面怖畏金剛不同，主要的續典為《月密明點續》。藏传唐卡面相：九面代表佛陀的九类教法。发上指向佛地之意思。身体：三十四臂，再加身、语、意表菩萨佛的三十七道品，即为四念住、四正勤、四神足、五根、五力、七觉支、八正道。

### 記載
普遍傳承依于藏王（松贊干布）語教而來的密法教授，而出有許多修閻曼德迦等法的成就者，直到如今雖未得見依此法的教師所著的釋本，然而部分修法的筆錄文字仍然存在。 对大威德金刚，一世嘉木央活佛在一本叫《吉祥金刚大威德教法源流三界尊胜成就库》中有系统阐述，他认为，大威德金刚有十五个特点。

## 外部連結
- （英文）Yamantaka org （页面存档备份，存于）
- （英文）Wrathful Guardians of Buddhism - Aesthetics and Mythology （页面存档备份，存于）
- （英文）Daïitoku （页面存档备份，存于）

## 註解
1. ↑  《仁王经》
2. ↑  《青史》